# Västerstrands distrikt
Västerstrands distrikt är ett distrikt i Karlstads kommun och Värmlands län. Distriktet omfattar bland annat de västra delarna av tätorten Karlstad i södra Värmland. 

## Tidigare administrativ tillhörighet
Distriktet inrättades 2016 och utgörs av en del av området som Karlstads stad hade fram till 1971.
Området motsvarar den omfattning Västerstrands församling hade 1999/2000 och fick 1992 efter utbrytning ur Karlstads domkyrkoförsamling.

## Tätorter och småorter
I Västerstrands distrikt finns en tätort och tre småorter.

### Tätorter
- Karlstad (del av)

### Småorter
- Bomstad
- Bomstadbaden
- Dingelsundet